# Nieheim

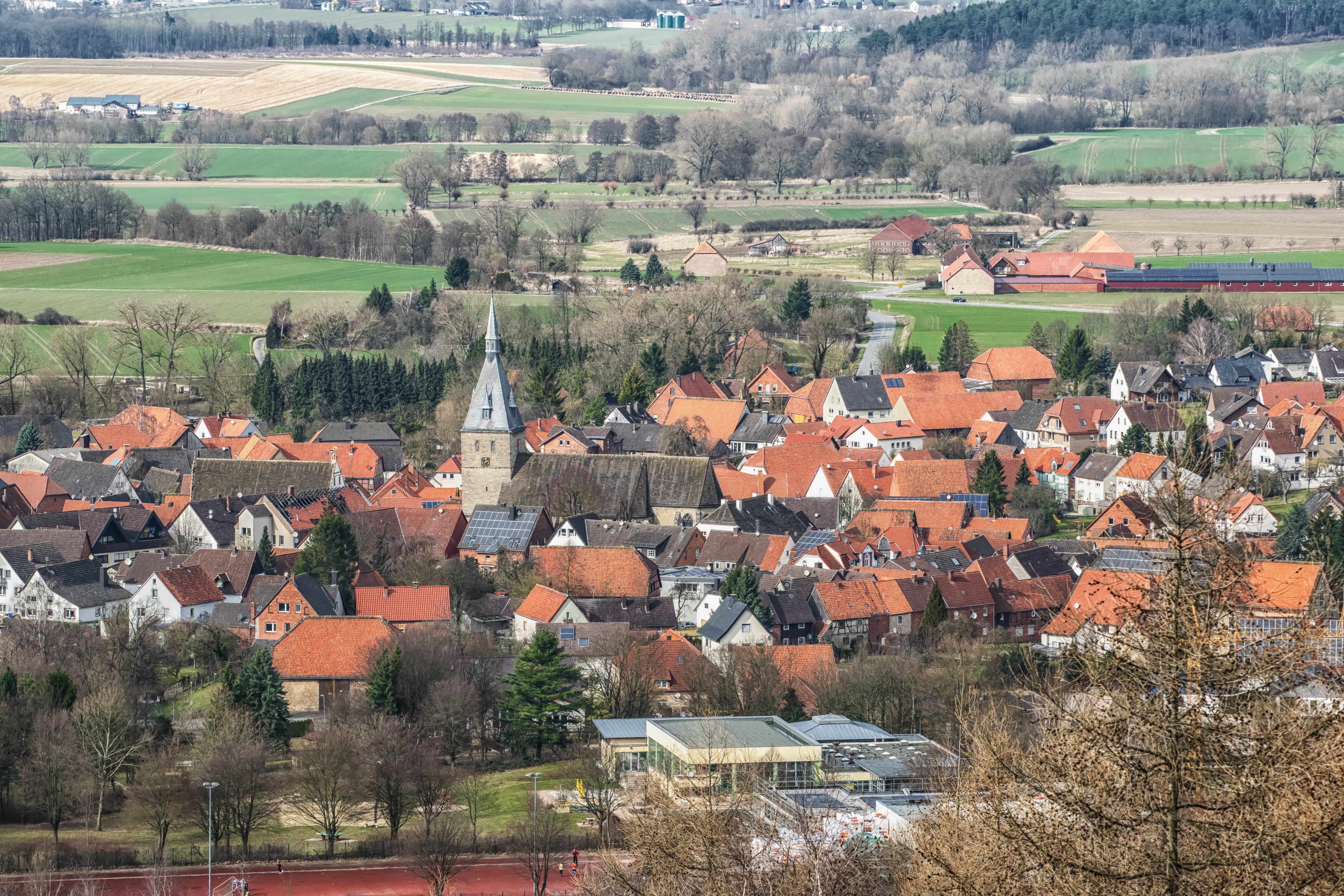
Blick auf Nieheim vom Holsterturm

Nieheim ist eine Kleinstadt in Nordrhein-Westfalen, Deutschland und gehört zum Kreis Höxter. Sie ist heilklimatischer Kurort und ein Grundzentrum in einem Gebiet mit überwiegend ländlicher Struktur. Für den heutigen Ortsnamen Nieheim gibt es folgende historische Bezeichnungen: Nihem, Nyem, Nym. In Nieheim, das sich auf einer Fläche von rund 80 km² erstreckt, leben etwa 6250 Einwohner.

## Geografie

### Geografische Lage
Nieheim liegt im Norden von Südostwestfalen. Nieheim liegt im oberen Weserbergland am Ostrand des Naturparks Eggegebirge und südlicher Teutoburger Wald. Etwa die Hälfte des Stadtgebietes gehört zur Steinheimer Börde, einer fruchtbaren Lösslandschaft. Diese wurde früh besiedelt und gerodet. Im Westen hat Nieheim Anteil am östlichen Vorland des Eggegebirges, im Süden am Nethebergland. Das die Börde umrahmende Bergland ist heute noch bewaldet. Der historische Stadtkern Nieheims liegt genau auf der Grenze zwischen Börde im Norden und Bergland im Süden.
Das gesamte Stadtgebiet gehört zum Einzugsgebiet der Weser; wichtigstes Fließgewässer ist die Emmer, die südlich von Hameln in die Weser mündet.

### Geologie

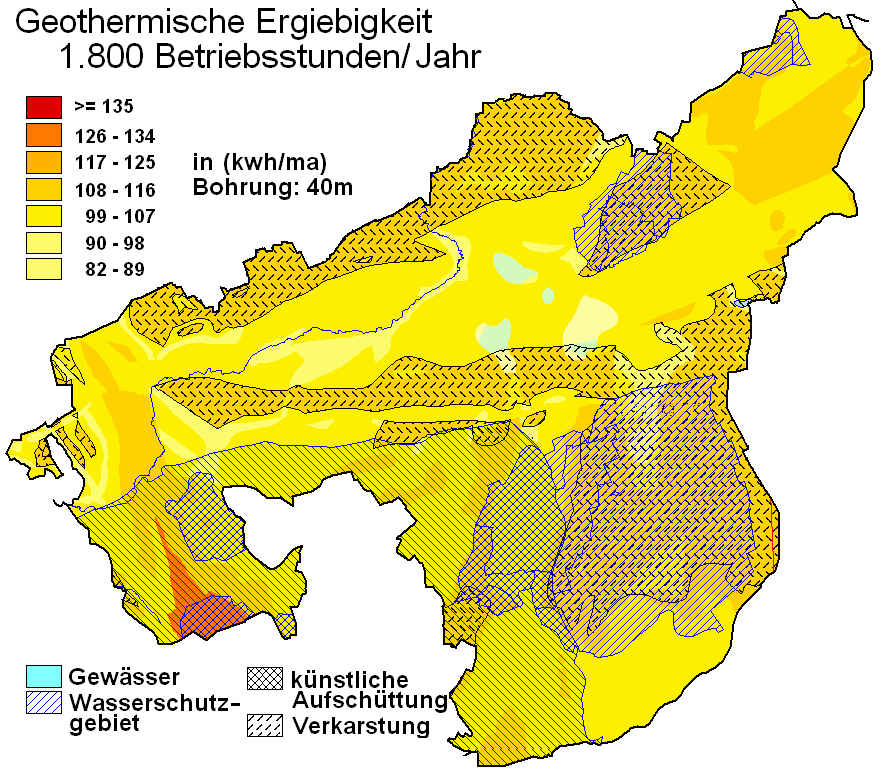
Geothermische Karte von Nieheim

Der Festgesteinsuntergrund im Stadtgebiet wird wesentlich aus Ton-, Mergel-, Kalk- und Sandsteinen des Erdmittelalters bestimmt, vornehmlich aus dem Trias und Jura. Diese Sedimentgesteine sind hier zwischen einem und 1,5 km stark. Sie wurden im Lauf der Erdgeschichte zu einem Bruchfaltengebirge gefaltet, zerbrochen und herausgehoben.
Tiefer liegt ein Festgesteinssockel, der aus Gesteinen des Erdaltertums (Devon, Karbon und Perm) besteht. In der flachwelligen Bördenlandschaft ist der Festgesteinsuntergrund von Lockergesteinen des Eiszeitalters (Kies, Sand und Löss) bedeckt.
Kalksteine, Sandsteine und Tonmergelsteine des Erdmittelalters sind die wichtigsten Grundwasserleiter. Zum Teil sind die Grundwässer jedoch durch Lösung von Gips und Steinsalz im tieferen Untergrund stark versalzen, so dass sie nicht als Trinkwasser verwendet werden können. Teilweise wird aus Schichten des Trias und des Perm Mineralwasser gefördert.
Das nordöstliche Stadtgebiet ist zum großen Teil mit ertragreichen Parabraunerden bedeckt, es wird daher vornehmlich ackerbaulich genutzt, zum kleineren Teil sind Pseudogleye entstanden. Im Westen ist in steileren Hanglagen der Löss weitgehend abgetragen. In breiteren Tälern mit haben sich aus schluffig-lehmigen Fließgewässersedimentationen Gleye und braune Auenböden entwickelt, die als Grünlandstandorte genutzt werden.
Im Sommer 2007 wird in der stillgelegten Nieheimer Tongrube in Nieheim-Sommersell ein fast vollständig erhaltenes Plesiosaurusskelett gefunden. Es fehlen nur wenige Halswirbel und der Kopf. Es handelt sich um den weltweit ersten nahezu vollständigen Plesiosaurier aus Schichten des Unteren Pliensbachiums (Unterer Jura). Das von Sönke Simonsen entdeckte Skelett wurde vom LWL-Museum für Naturkunde Münster geborgen und von Manfred Schlösser präpariert.
Nieheim eignet sich überwiegend gut, im südwestlichen Gebiet sehr gut, zur Nutzung von geothermischen Wärmequellen mittels Erdwärmesonde und Wärmegewinnung durch Wärmepumpenheizungen (vgl. dazu die Karte).

### Ausdehnung und Nutzung des Stadtgebiets
Das Gebiet der als „Kleine Landgemeinde“ klassifizierten Stadt bedeckt eine Fläche von 79,79 km². Die größte Ausdehnung in Nord-Süd-Richtung beträgt ca. 11,6 km und in Ost-West-Richtung etwa 13,5 km.
| Fläche nach Nutzungsart | Agrar   | Wald    | Gebäude, Frei, Betriebe | Verkehr | Wasser | Sport, Grün | sonstige |
| ----------------------- | ------- | ------- | ----------------------- | ------- | ------ | ----------- | -------- |
| Fläche in km²           | 54,12   | 17,70   | 3,02                    | 9,83    | 0,69   | 0,27        | 0,16     |
| Anteil an Gesamtfläche  | 67,83 % | 22,18 % | 3,78 %                  | 4,80 %  | 0,86 % | 0,34 %      | 0,20 %   |

### Nachbargemeinden
Beginnend im Osten im Uhrzeigersinn grenzen an Nieheim die Städte Marienmünster, Brakel, Bad Driburg und Steinheim (alle Kreis Höxter) sowie die Stadt Schieder-Schwalenberg (Kreis Lippe).

### Stadtgliederung
Nach § 3 Abs. 1 ihrer Hauptsatzung gliedert sich die Stadt Nieheim in folgende zehn Ortschaften, die vor 1970 eigenständige Gemeinden im Amt Nieheim waren:
| Ortsteil     | Einwohner | Gliederung von Nieheim |
| ------------ | --------- | ---------------------- |
| Entrup       | 0.351     | Gliederung von Nieheim |
| Erwitzen     | 0.120     | Gliederung von Nieheim |
| Eversen      | 0.472     | Gliederung von Nieheim |
| Himmighausen | 0.452     | Gliederung von Nieheim |
| Holzhausen   | 0.362     | Gliederung von Nieheim |
| Merlsheim    | 0.289     | Gliederung von Nieheim |
| Nieheim      | 2868      | Gliederung von Nieheim |
| Oeynhausen   | 0.478     | Gliederung von Nieheim |
| Schönenberg  | 0.051     | Gliederung von Nieheim |
| Sommersell   | 0.643     | Gliederung von Nieheim |
| Gesamt       | 6086      | Gliederung von Nieheim |

Angegeben sind hier die Einwohnerzahlen (nur Hauptwohnsitze) nach Angaben des Kreis Höxter zum Stand vom 31. Dezember 2018.

### Klima

Niederschlagsdiagramm Nieheim

Das Klima in Nieheim wird durch die Lage im ozeanisch-kontinentalen Übergangsbereich Mitteleuropas und durch seine Lage am Eggegebirge bestimmt. Das Gebiet liegt überwiegend im Bereich des subatlantischen Seeklimas, weist aber teils temporäre kontinentale Einflüsse auf. Die Winter sind unter atlantischem Einfluss meist mild, die Sommer mäßig-warm, die Niederschläge relativ gleichmäßig verteilt. Die Jahresmitteltemperatur liegt bei etwa 8 °C.
Die Niederschläge sind maßgeblich durch die Lage am Eggegebirge beeinflusst. Die Jahresniederschläge liegen in allen Monaten, insbesondere aber in den Wintermonaten, deutlich über dem Landesschnitt. Die Niederschlagsmengen schwanken je nach Lage meist zwischen etwa 800 und 1000 mm Jahresniederschlag. Da die vorherrschenden Winde meist aus Richtung Südwesten wehen und dabei feuchte Luft vom Atlantik mitbringen, kommt es an der Luvseite des Eggegebirges zu ausgeprägtem Steigungsregen.

## Geschichte
Nieheim wird als Nyhem am 25. Mai 1036 in der Busdorf-Urkunde erwähnt. In dem Jahr übergab Bischof Meinwerk von Paderborn dem Kanonikerstift Busdorf in Paderborn unter anderem den Herrenhof Nieheim mit vier Vorwerken.
Schon zuvor gehörte die heutige Stadt Nieheim zum Gebiet des späteren Hochstifts Paderborn. Um den kurkölnischen Expansionsbestrebungen etwas entgegenzusetzen, verleiht Fürstbischof Bernhard IV. zur Lippe (reg. 1228 bis 1247) um 1230 dem damaligen Dorfe Nieheim die Stadtrechte mit niederer Gerichtsbarkeit, Marktrecht, Münzrecht und so weiter. Nieheim bildet innerhalb des Hochstifts ein eigenes Amt, irreführenderweise Richterei genannt. Der Amtmann nannte sich Richter. Die Richterei Nieheim war dem Oberamt Dringenberg zugeordnet.
Nieheim war Mitglied der Hanse, was auf seine frühere Bedeutung als Handelsstadt hinweist.
Die Bauern der Umgebung verlassen danach ihre Hofstellen in der Steinheimer Börde und verlegen sie in die neue Stadt, welche sich so zu einer Ackerbürgerstadt entwickelt, die später auch dem Städtebund der Hanse beitritt.
1802 verliert das Hochstift Paderborn mit der Besetzung durch Preußen seine staatliche Selbständigkeit. Preußen ordnet die Stadt dem neuen Oberwaldischen Kreis zu. Bereits 1807 fällt Nieheim an das Königreich Westphalen und wird Hauptort des Kantons Nieheim im Distrikt Höxter des Departements der Fulda. Nach der napoleonischen Niederlage fällt Nieheim an Preußen zurück. Die Stadt wird 1815 in die neue Provinz Westfalen eingegliedert und kommt durch Erlass der Königlichen Regierung in Minden 1816 zum neuen Kreis Brakel. Dieser wird 1832 in den östlich benachbarten Kreis Höxter eingegliedert. 1836 erhält Nieheim die preußische revidierte Städteordnung und ist seitdem eine amtsfreie Stadt im Kreis Höxter. Dem Amt Nieheim gehörte die Stadt bis 1936 nicht an, ist aber dessen Sitz. Am 1. April 1936 verliert Nieheim seine Amtsfreiheit und wird in das Amt Nieheim eingegliedert.
Als Folge des Zweiten Weltkrieges steigt die Zahl der Einwohner der Stadt Nieheim und der umliegenden Gemeinden des Amtes um ungefähr 2000 Flüchtlinge und Heimatvertriebene. 1956 verlegt die Barmer Ersatzkasse, deren Hauptverwaltung bislang in Nieheim lag, diese nach Wuppertal-Barmen, woraufhin etwa 600 Einwohner von Nieheim wegziehen.
Nahe Merlsheim und Pömbsen auf dem Bilster Berg befand sich bis in die 1990er Jahre ein Munitionsdepot der Britischen Streitkräfte in Deutschland. Auf diesem Gebiet entstand bis 2013 der Neubau des Autotestcenters „Bilster Berg Drive Resort“ mit einer etwa 4,2 km langen Motorsport-Rennstrecke.
1994 gewinnt Nieheim den 3. Bundeswettbewerb „Familienferien in Deutschland“ und erhält 1995 die staatliche Anerkennung als heilklimatischer Kurort.

### Religionen
Die Mehrheit der Bevölkerung Nieheims ist, wie im gesamten Gebiet des ehemaligen Hochstifts Paderborn, katholisch.
Die katholischen Kirchengemeinden im Stadtgebiet sind Sankt Nikolaus Nieheim, Sankt Antonius von Padua Eversen und Sankt Antonius von Padua Himmighausen mit der Filiale Sankt Luzia Merlsheim, Sankt Johannes Baptist Entrup und Sankt Johannes Baptist Holzhausen, Sankt Kosmas und Damian Oeynhausen sowie St. Peter und Paul Sommersell. Diese Gemeinden bilden einen gemeinsamen Pastoralverbund im Erzbistum Paderborn, der bis zum 30. Juni 2006 zum Dekanat Brakel-Steinheim der Seelsorgeregion Hochstift gehörte. Seit dem 1. Juli 2006 – mit der Auflösung der Seelsorgeregionen und Zusammenfassung der Dekanate zu größeren Einheiten im Erzbistum – sind diese Gemeinden Teil des neugeschaffenen Dekanates Höxter.
Für die evangelischen Christen gibt es die evangelische Kirchengemeinde Marienmünster-Nieheim im Kirchenkreis Paderborn der Evangelischen Kirche von Westfalen. Gotteshaus ist die neugotische Kreuzkirche in Nieheim.
Die Zeugen Jehovas (Versammlung Nieheim) hatten seit 1975 ihren Königreichssaal in der Wasserstr. 11. Anfang 2016 wurde der Königreichssaal verkauft, und die Versammlung fusionierte mit der Gemeinde in Bad Driburg (Versammlung Bad Driburg).
In den 90er Jahren des 20. Jahrhunderts befand sich in der Wasserstraße eine später entweihte Kirche der Neuapostolische Kirche.
Seit 2023 gibt es Vorbereitungen zur Einrichtung eines koptisch-orthodoxen Nonnenklosters im Weberhaus in Nieheim.
Ein Indiz für die Verteilung der Religionen kann die konfessionelle Zugehörigkeit der Nieheimer Schüler sein. Demnach gaben im Schuljahr 2006/2007 20,2 % der Schüler evangelisch, 70,4 % katholisch und 0,3 % islamisch als Religionszugehörigkeit an. 6,2 % gaben eine andere Religionszugehörigkeit und 2,9 % keine Konfession an.
Vor dem Einsetzen des nationalsozialistischen Terrors spielte in Nieheim auch das jüdische Leben eine wichtige Rolle. Erste jüdische Familien siedelten sich nach dem Dreißigjährigen Krieg in Nieheim an. 1798 erhielt die jüdische Gemeinde die Erlaubnis zum Bau einer Synagoge, die 1799 eingeweiht wurde.
Von der jüdischen Bevölkerung zeugt noch heute ein Jüdischer Friedhof, der in der ersten Hälfte des 19. Jahrhunderts angelegt wurde. Im Jahr 2019 wurde in unmittelbarer Nähe zu diesem Friedhof ein Mahnmal zum Gedenken an den Holocaust errichtet.
Bereits im Jahr 1799 wurde im hinteren Teil eines Fachwerkhauses in der Marienstraße eine Synagoge eingeweiht. Heute steht an dieser Stelle ein Mahnmal der Künstlerin Ursula Kuptz.

### Eingemeindungen
Aufgrund eines freiwillig abgeschlossenen Gebietsänderungsvertrages schließen sich durch das Gesetz zur kommunalen Neugliederung des Kreises Höxter vom 2. Dezember 1969  die bisherigen Gemeinden des Amtes Nieheim Entrup, Erwitzen, Eversen, Himmighausen, Holzhausen, Merlsheim, Oeynhausen, Schönenberg, Sommersell und die Stadt Nieheim am 1. Januar 1970 zur neuen Stadt Nieheim zusammen. Das Amt Nieheim wird aufgelöst. Rechtsnachfolgerin ist die neue Stadt Nieheim.

### Einwohnerentwicklung
Die folgende Übersicht zeigt die Einwohnerzahlen der Stadt Nieheim nach dem jeweiligen Gebietsstand. Bei den Zahlen handelt es sich bis 1970 um Volkszählungsergebnisse und ab 1975 um amtliche Fortschreibungen des Statistischen Landesamtes. Die Zahlen für 1975, 1980 und 1985 sind geschätzte Werte, die Zahlen ab 1990 Fortschreibungen auf Basis der Ergebnisse der Volkszählung von 1987, ab 2012 Fortschreibungen auf Basis des Zensus 2011. Die Angaben beziehen sich für 1837 auf die „Zivilbevölkerung“, ab 1861 auf die „Ortsanwesende Bevölkerung“, ab 1925 auf die Wohnbevölkerung und ab 1987 auf die „Bevölkerung am Ort der Hauptwohnung“.
Am (Stand 31. Dezember 2014) hatte Nieheim nach eigenen Angaben 6221 Einwohner, davon lebten 2869 Einwohner in der Kernstadt. Hinzu kommen noch 246 Bürger mit zweitem Wohnsitz. Nach Angaben des Statistischen Landesamtes NRW hatte Nieheim am 30. Juni 2015 6221 Einwohner.
Aktuell zum 31. Dezember 2017 gibt der Kreis Höxter für die Stadt Nieheim eine Einwohnerzahl von 6086 Einwohnern an.

Bevölkerungsentwicklung in Nieheim von 1837 bis 2007 (untere Linie: jeweiliger Gebietsstand, obere Linie: heutiger Gebietsstand)

Nieheim nach dem damaligen Gebietsstand
| Jahr   | Einwohner |
| ------ | --------- |
| 018371 | 1521      |
| 018611 | 1721      |
| 018671 | 1669      |
| 018711 | 1563      |

| Jahr   | Einwohner |
| ------ | --------- |
| 019391 | 1968      |
| 019501 | 2845      |
| 019611 | 2186      |
| 1969   | 2469      |

Nieheim nach dem heutigen Gebietsstand
| Jahr   | Einwohner |
| ------ | --------- |
| 019501 | 7184      |
| 019611 | 5726      |
| 1969   | 6194      |
| 019701 | 6374      |
| 1974   | 6383      |
| 1975   | 6353      |
| 1980   | 6533      |
| 1985   | 6351      |
| 019871 | 6505      |
| 1990   | 6725      |
| 1995   | 7114      |
| 2000   | 7087      |

| Jahr | Einwohner |
| ---- | --------- |
| 2005 | 7001      |
| 2007 | 6787      |
| 2011 | 6536      |
| 2012 | 6382      |
| 2013 | 6483      |
| 2014 | 6274      |
| 2015 | 6221      |
| 2016 | 6266      |
| 2017 | 6134      |
| 2018 | 6086      |
| 2022 | 6157      |

1 Volkszählungsergebnis

## Politik

### Stadtrat
Die folgende Tabelle zeigt die Zusammensetzung des Stadtrates und die Kommunalwahlergebnisse seit 1975:
|         | 2020  | 2020  | 2014  | 2014 | 2009  | 2009 | 2004  | 2004  | 1999  | 1999  | 1994  | 1994  | 1989  | 1989  | 1984  | 1984  | 1979  | 1979  | 1975  | 1975  |
| Partei  | Sitze | %     | Sitze | %    | Sitze | %    | Sitze | %     | Sitze | %     | Sitze | %     | Sitze | %     | Sitze | %     | Sitze | %     | Sitze | %     |
| ------- | ----- | ----- | ----- | ---- | ----- | ---- | ----- | ----- | ----- | ----- | ----- | ----- | ----- | ----- | ----- | ----- | ----- | ----- | ----- | ----- |
| CDU     | 11    | 43,91 | 11    | 45,4 | 13    | 50,2 | 13    | 56,60 | 14    | 55,54 | 11    | 49,08 | 14    | 49,61 | 17    | 60,88 | 17    | 63,21 | 19    | 68,81 |
| SPD     | 06    | 26,24 | 09    | 38,1 | 08    | 35,1 | 07    | 28,91 | 07    | 29,62 | 08    | 34,19 | 08    | 31,55 | 07    | 25,90 | 07    | 25,86 | 08    | 31,19 |
| UWG1    | 04    | 16,31 | 03    | 11,3 | 02    | 08,8 | 03    | 10,94 | 03    | 13,68 | 04    | 16,73 | 05    | 18,85 | 03    | 13,22 | 03    | 10,93 | –     | –     |
| FDP     | 01    | 04,44 | 01    | 05,1 | 01    | 05,9 | 01    | 03,56 | 0     | 01,16 | –     | –     | –     | –     | –     | –     | –     | –     | –     | –     |
| Grüne   | 02    | 09,11 | –     | –    | –     | –    | –     | –     | –     | –     | –     | –     | –     | –     | –     | –     | –     | –     | –     | –     |
| Gesamt2 | 24    | 100   | 24    | 100  | 24    | 100  | 24    | 100   | 24    | 100   | 23    | 100   | 27    | 100   | 27    | 100   | 27    | 100   | 27    | 100   |

### Bürgermeister
Nach der Bürgermeisterwahl am 13. September musste Amtsinhaber Rainer Vidal-Garcia gegen Johannes Schlütz (parteilos) in die Stichwahl. Hier wurde Johannes Schlütz mit 55,93 % der abgegebenen Stimmen zum neuen Bürgermeister der Stadt Nieheim gewählt.
Bei der Bürgermeisterwahl am 30. August 2009 wurde Rainer Vidal Garcia mit 54,0 % der gültigen Stimmen gewählt und am 13. September 2015 mit 68,8 Prozent bestätigt. Seine Vorgänger waren Johannes Kröling (CDU), der 1999 und 2004 gewählt wurde, und Josef Wiechers, der bis 1999 im Amt war.

### Wappen und Flagge
Der Stadt Nieheim ist mit Urkunde des Regierungspräsidenten Detmold vom 8. Februar 1974 das Recht zur Führung eines Wappens und einer Flagge verliehen worden.
Wappenbeschreibung:

In Rot ein goldenes (gelbes) freischwebendes Kreuz mit nach unten verlängertem Balken, bewinkelt von vier goldenen (gelben) Kugeln.
Bedeutung und Geschichte des Wappens:

Das Kreuz und die Farben Rot und Gold entstammen dem Wappen des Hochstifts Paderborn, dessen Gebiet die Stadt über Jahrhunderte zugehörte. Die Kugeln symbolisieren den heiligen Nikolaus, den Schutzheiligen der Stadt und ihrer Pfarrkirche.
Das erste bekannte Stadtwappen stammt aus dem Jahre 1591. Es hat eine leicht andere Form mit einem durchgehenden statt freischwebenden Kreuz. In dieser Form wird es am 18. Juli 1908 vom preußischen König bestätigt.
Beschreibung der Flagge:

Von Gelb und Rot längsgestreift, abgeteilt jedoch in jedem Streifen vorn ein Quadrat in verwechselten Farben.
Im oberen roten Quadrat die heraldische Figur des Stadtwappens.

Stadtwappen
Historisches Stadtwappen von 1908
Stadtflagge

### Partnerschaften
Nieheim unterhält derzeit keine Städtepartnerschaften, ist jedoch Mitglied des Städtebundes der Neuen Hanse.
Ab 2010 bestand eine Partnerschaft mit der 1. Batterie des Panzerartilleriebataillons 215 aus Augustdorf, die 2015 mit der Auflösung des Verbandes endete.

## Kultur und Sehenswürdigkeiten

### Museen

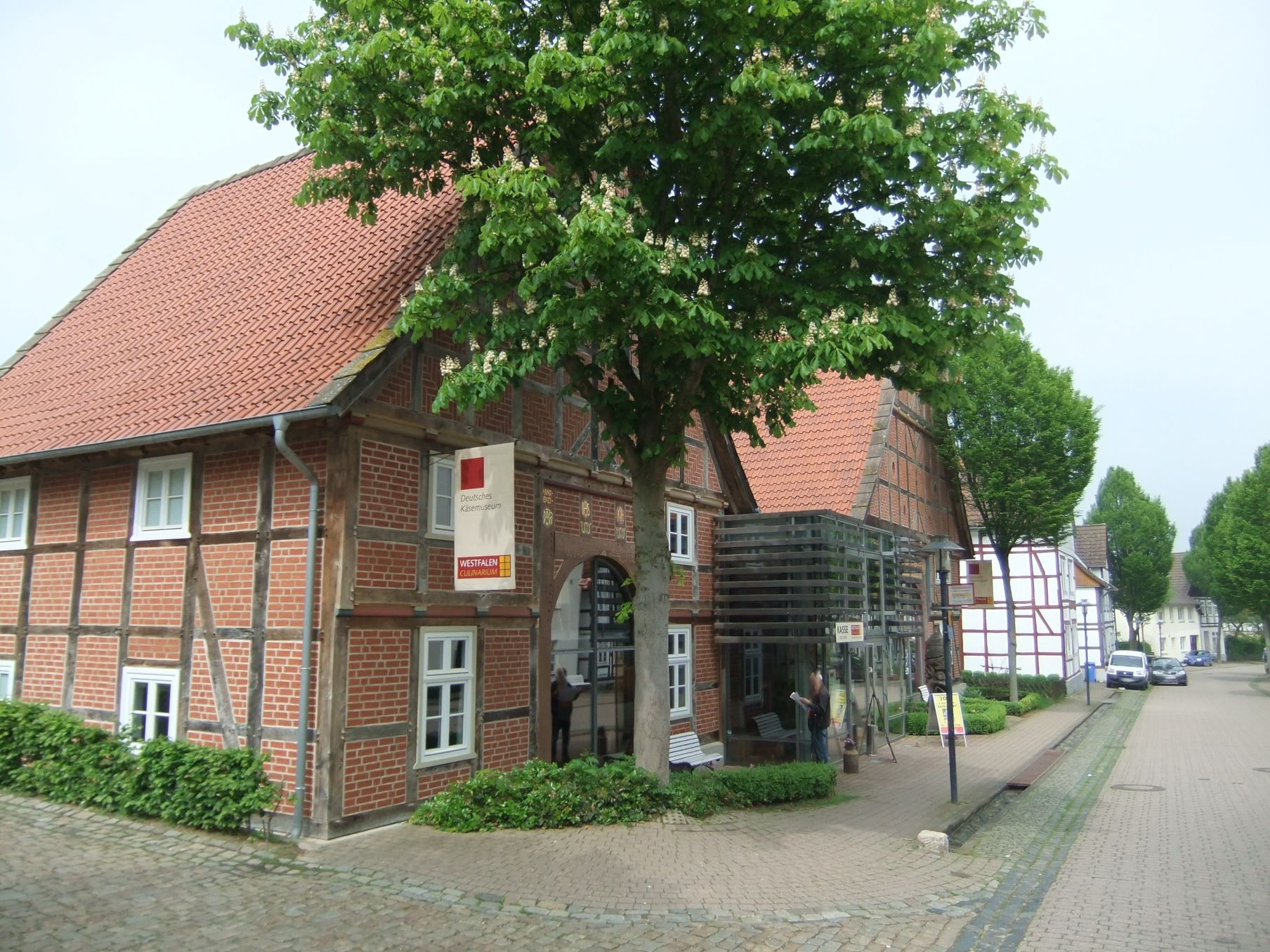
Ehem. Westfalen Culinarium, hier Deutsches Käsemuseum

Das Heimat- und Sackmuseum befindet sich im alten Kornhaus im Stadtkern von Nieheim.
Das am 29. April 2006 neu eröffnete Westfalen Culinarium bestand aus dem Deutschen Käsemuseum, dem Schinkenmuseum, dem Brotmuseum und dem Bier- und Schnapsmuseum. Nach der Schließung zweier Museen sind das Deutsche Käsemuseum und das Nieheimer Biermuseum geblieben.

### Bauwerke

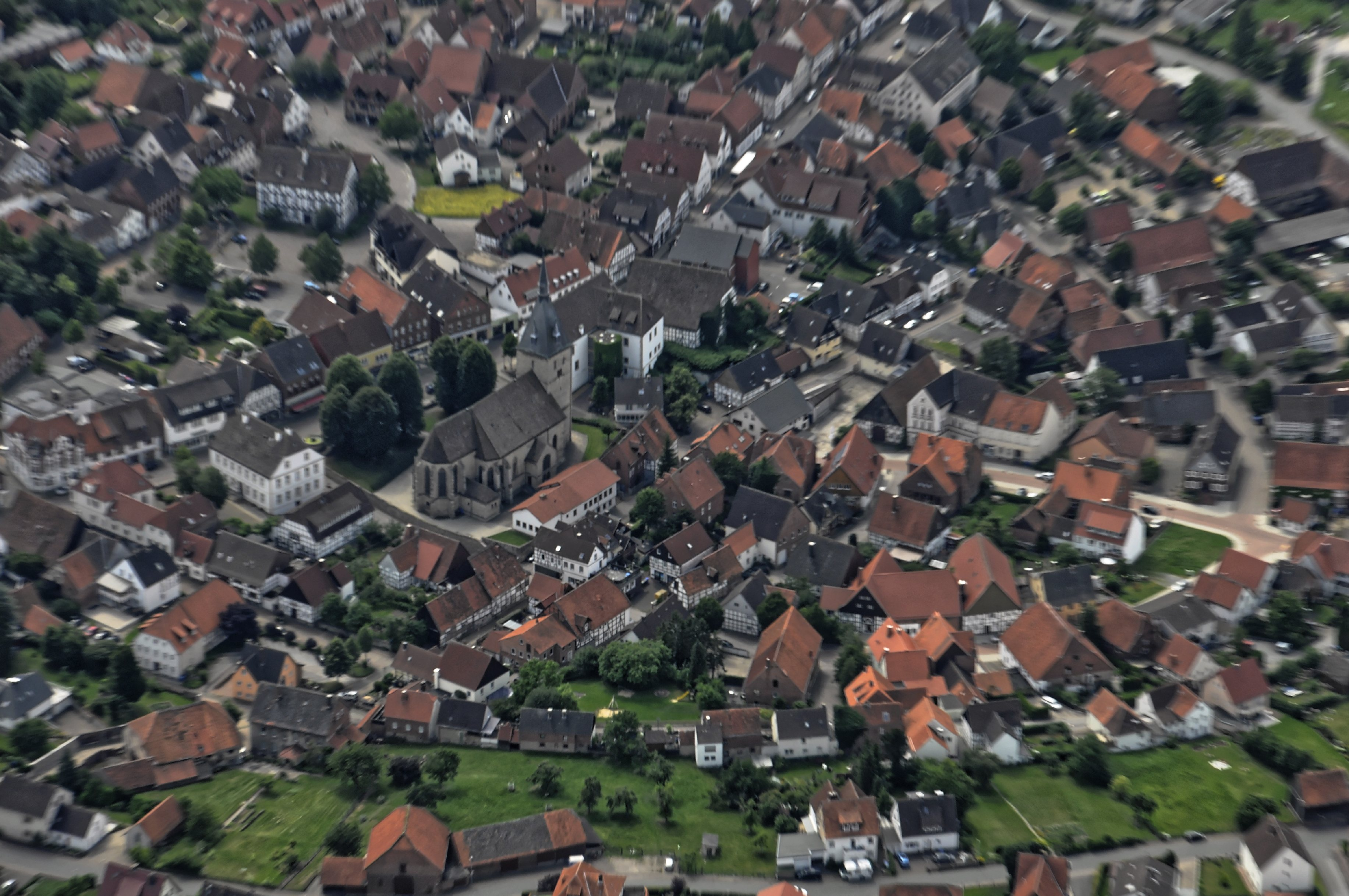
Der Stadtkern aus der Luft

Als Wahrzeichen Nieheims kann der Holsterturm auf den nahen Anhöhen des Holster Berges südlich der Kernstadt auf eine siebenhundertjährige Geschichte zurückblicken. Der frühere Wartturm, der auch Nieheimer Warte genannt wird, kann heute über Treppenstufen als Aussichtsturm bestiegen werden und bietet einen guten Blick auf Nieheim. In Erinnerung an seine umkämpfte Vergangenheit sind außen Speere als Kunstobjekte angebracht.

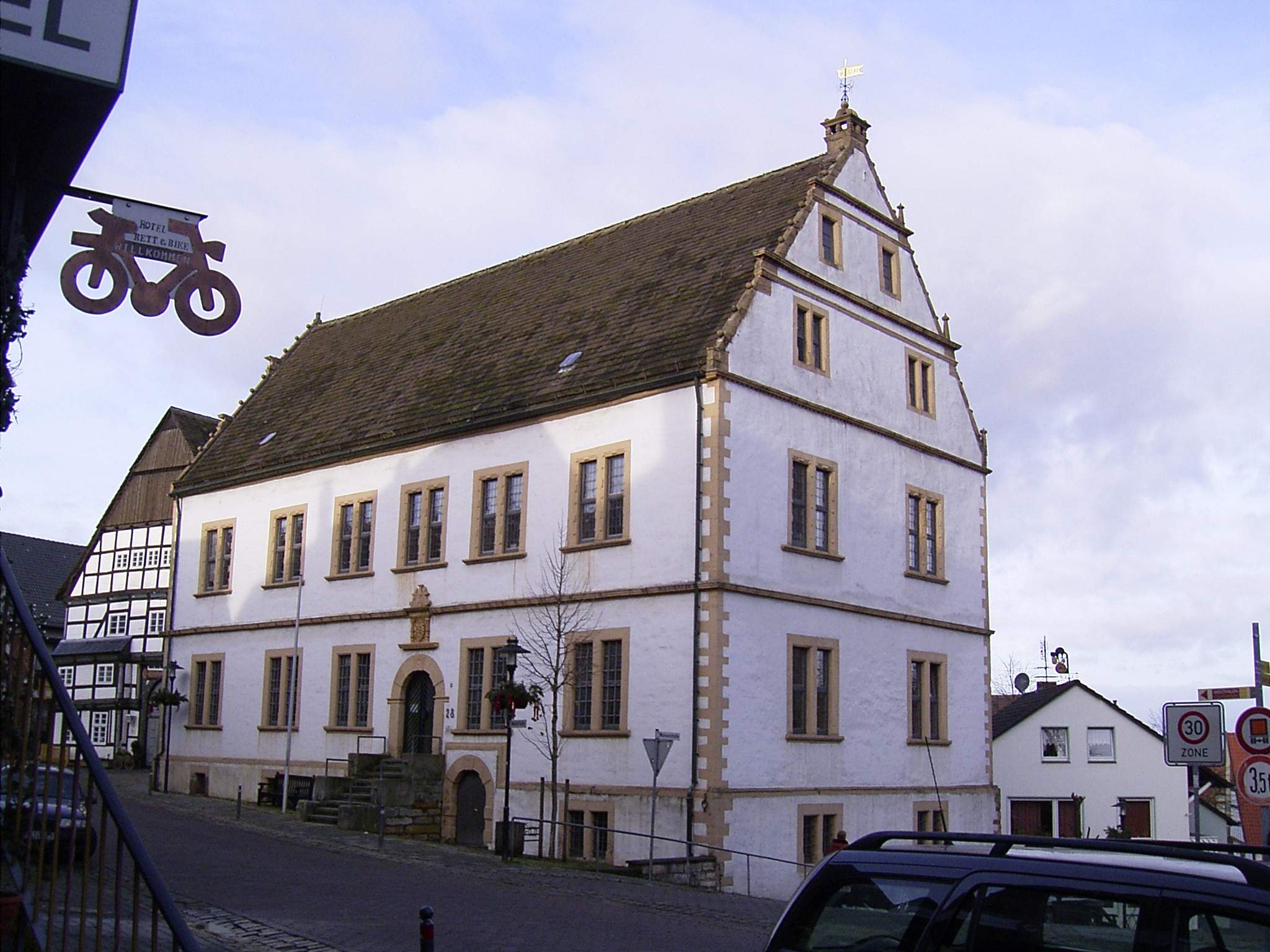
Rathaus, dahinter der 2016 abgebrannte Ratskrug

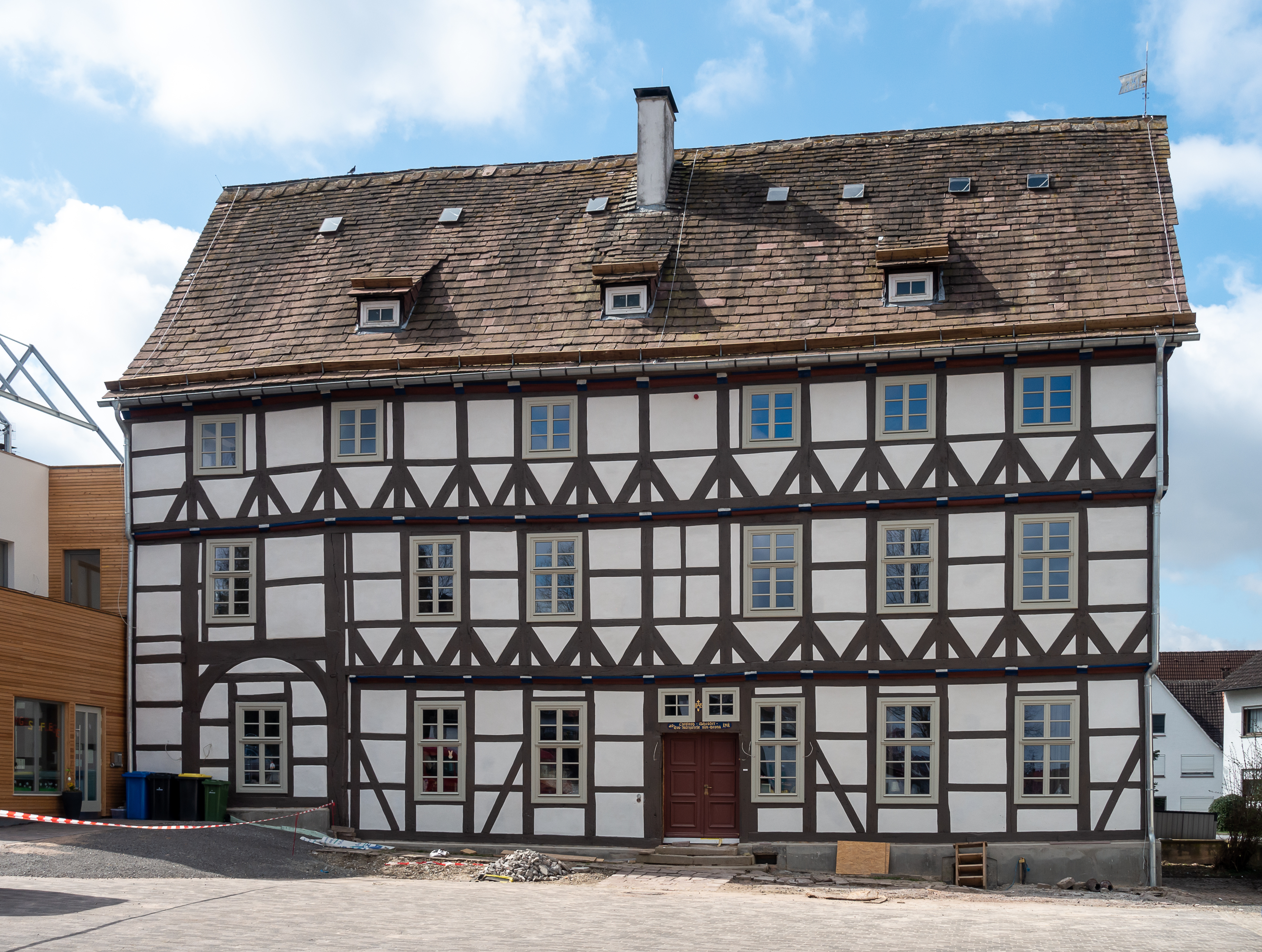
Richterhaus

Zu den sehenswerten historischen Bauwerken der Stadt zählen das im Stil der Weserrenaissance errichtete Rathaus Nieheim aus dem Jahre 1610 sowie das im Jahre 1701 erbaute Richterhaus. Der Ratskrug, ein stattliches Fachwerkgebäude von 1712, ist am frühen Morgen des 7. Februar 2016 aus bisher ungeklärter Ursache komplett abgebrannt. Die Reste des Hauses wurden kurz darauf vollständig abgebrochen.

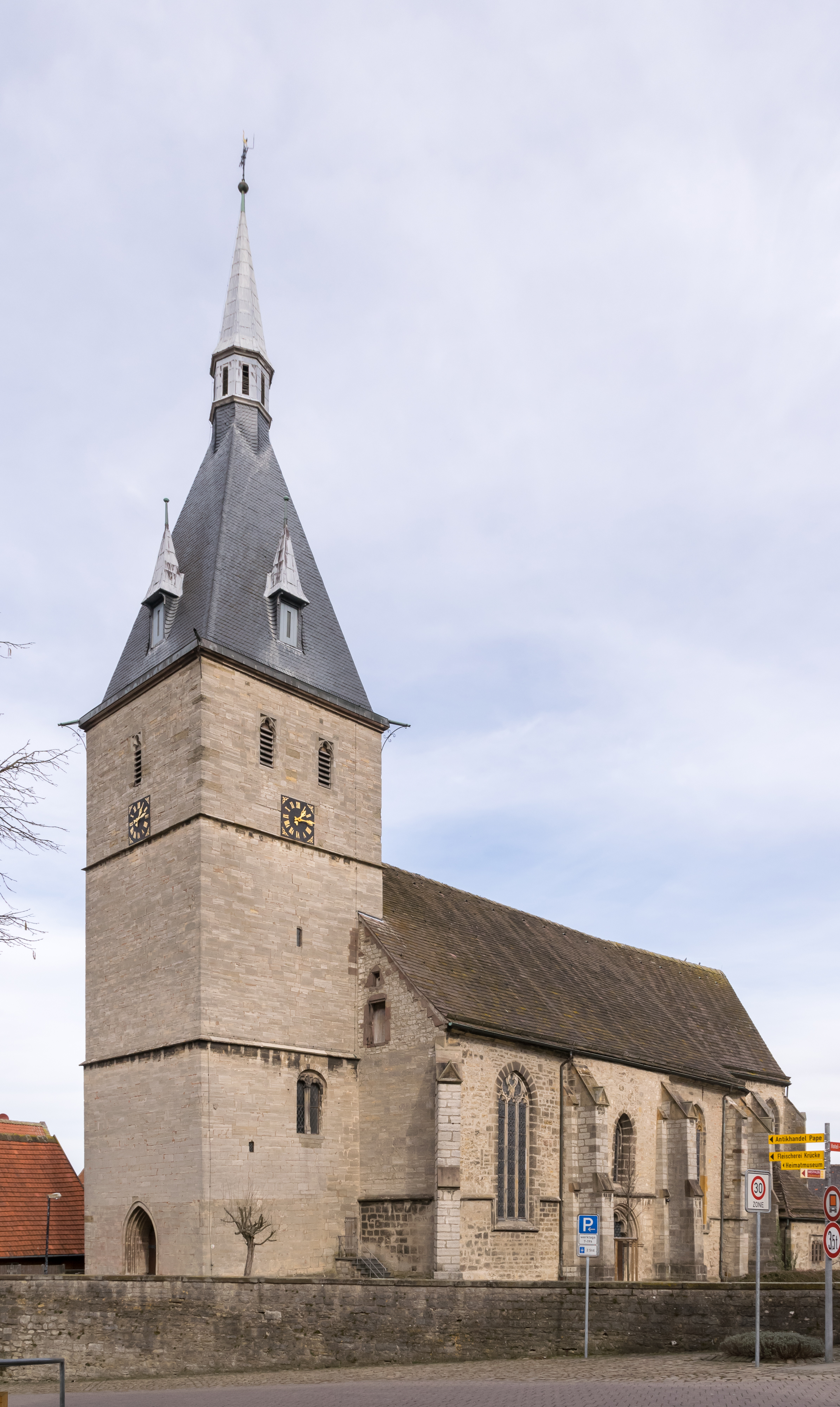
Katholische Kirche

Die katholische Pfarrkirche Sankt Nikolaus mit einem durch Reliefdarstellungen kunstvoll verzierten Taufbecken und einem spätgotischen Sakramenthäuschen stammt in ihren ältesten Gebäudeteilen aus dem 13. Jahrhundert.
Die evangelische Kreuzkirche Nieheim wurde 1868/69 im neugotischen Stil errichtet.
Einmalig in Westfalen ist der Nikolausbach, der unterhalb des Holsterberges entspringt und im Ortszentrum in einem mittelalterlichen Gewölbesystem verläuft.
Als Relikt einer fast vergessenen Nachrichtentechnik steht hoch oben auf der Finnstätte bei Oeynhausen die vom Heimatverein Oeynhausen wieder aufgebaute optische Telegraphenstation Nr. 32 des Preußischen optischen Telegrafen. Fachkundige Führungen sind möglich.
Nieheim verfügte über einige bemerkenswerte mittelalterliche Anlagen zur Wasserversorgung:
Der Nikolausbach entspringt unterhalb des Holsterberges und fließt durch die Stadt. Im Ortszentrum verläuft der Bach durch ein einzigartiges mittelalterliches Gewölbesystem, das als einmalig in Westfalen gilt. Dieses unterirdische System teilte die Stadt in eine Ober- und Unterstadt.
Im 16. Jahrhundert wurde ein Waldecker Brunnenbauer beauftragt, eine Wasserverbindung von der Meierbachquelle in die Stadt zu legen. Dies war eine technische Meisterleistung, da der Höhenunterschied zwischen Quelle und Feuerteich nicht sehr groß war.
Diese mittelalterlichen Wasserversorgungsanlagen zeigen, dass Nieheim schon früh ein durchdachtes System zur Wasserverteilung und -nutzung entwickelte, das sowohl praktischen als auch hygienischen Zwecken diente.
Sehenswert ist auch die denkmalgeschützte Johannes-der-Täufer-Kirche in Holzhausen.

### Nieheimer Kunstpfad

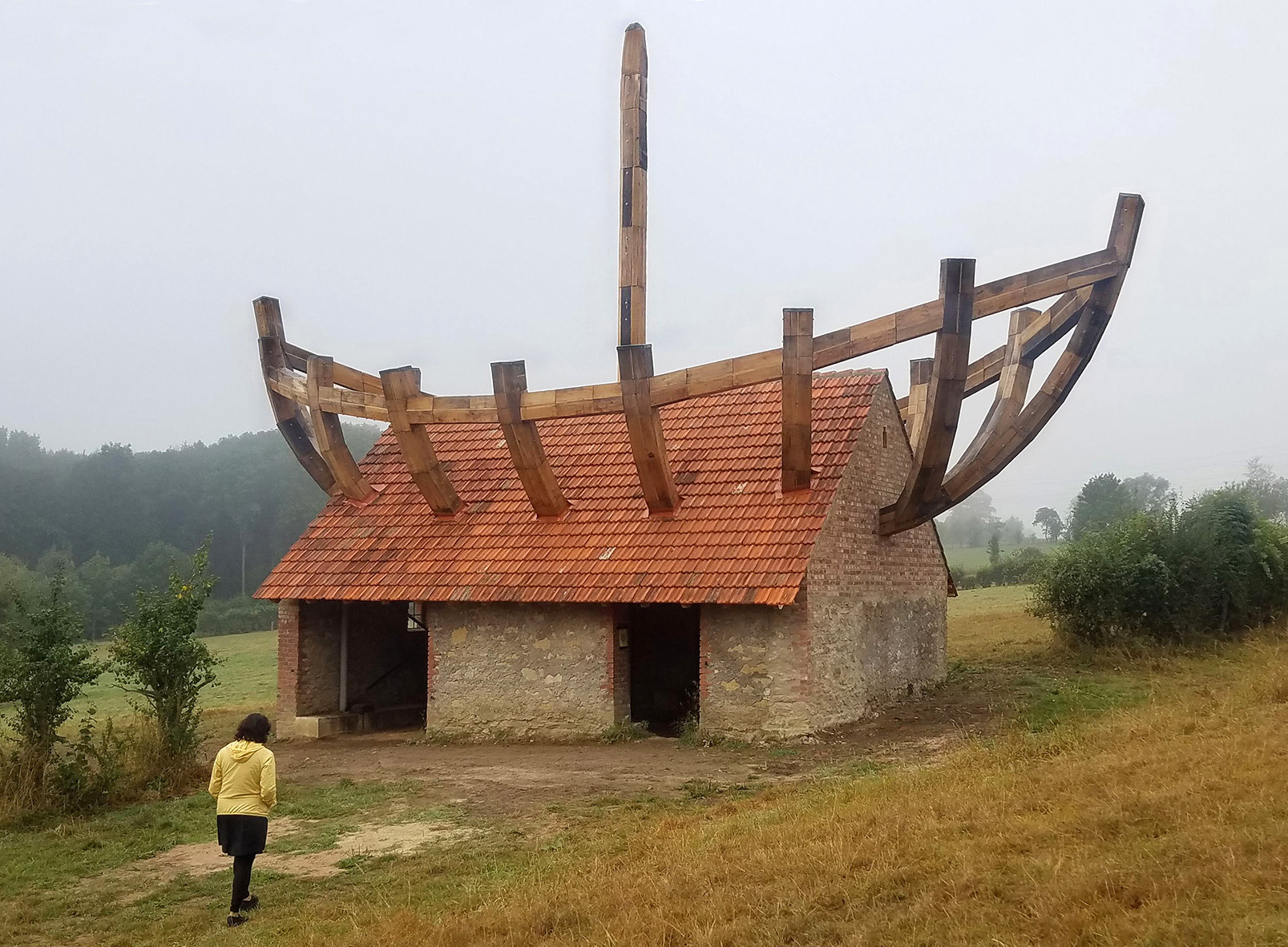
Kunstpfad: The House in the Boat, the Boat in the House; Skulptur von IIan Averbuch

Der Nieheimer Kunstpfad geht in seiner Entstehung auf die Weltausstellung EXPO 2000 in Hannover zurück. Heute säumen insgesamt acht Skulpturen internationaler Künstler und Künstlerinnen den etwa 10 km langen Wanderweg im Wald am Holsterberg bei Nieheim.

### Naturdenkmäler
Charakteristisch für das Erscheinungsbild von Feld und Flur ist die Nieheimer Flechthecke. Die Hecken bestehen zu 80 Prozent aus Haseln, die einreihig gepflanzt werden. Zusätzlich kommen Weißdorn und einzelne Wildrosen vor. Die Kopfweiden dienen in der Hecke als lebende Zaunpfosten zur Stabilisierung. Den Kopfweiden werden die jungen Ruten für die Flechtarbeiten entnommen. Werden außer dem Milchvieh auch Pferde auf der Weide gehalten, werden auf der Innenseite Schwarzdornäste (Schlehen) gegen den Verbiss eingebunden. Die fertigen Hecken haben eine Höhe von etwa 1,50 m und sind in drei Lagen geflochten.

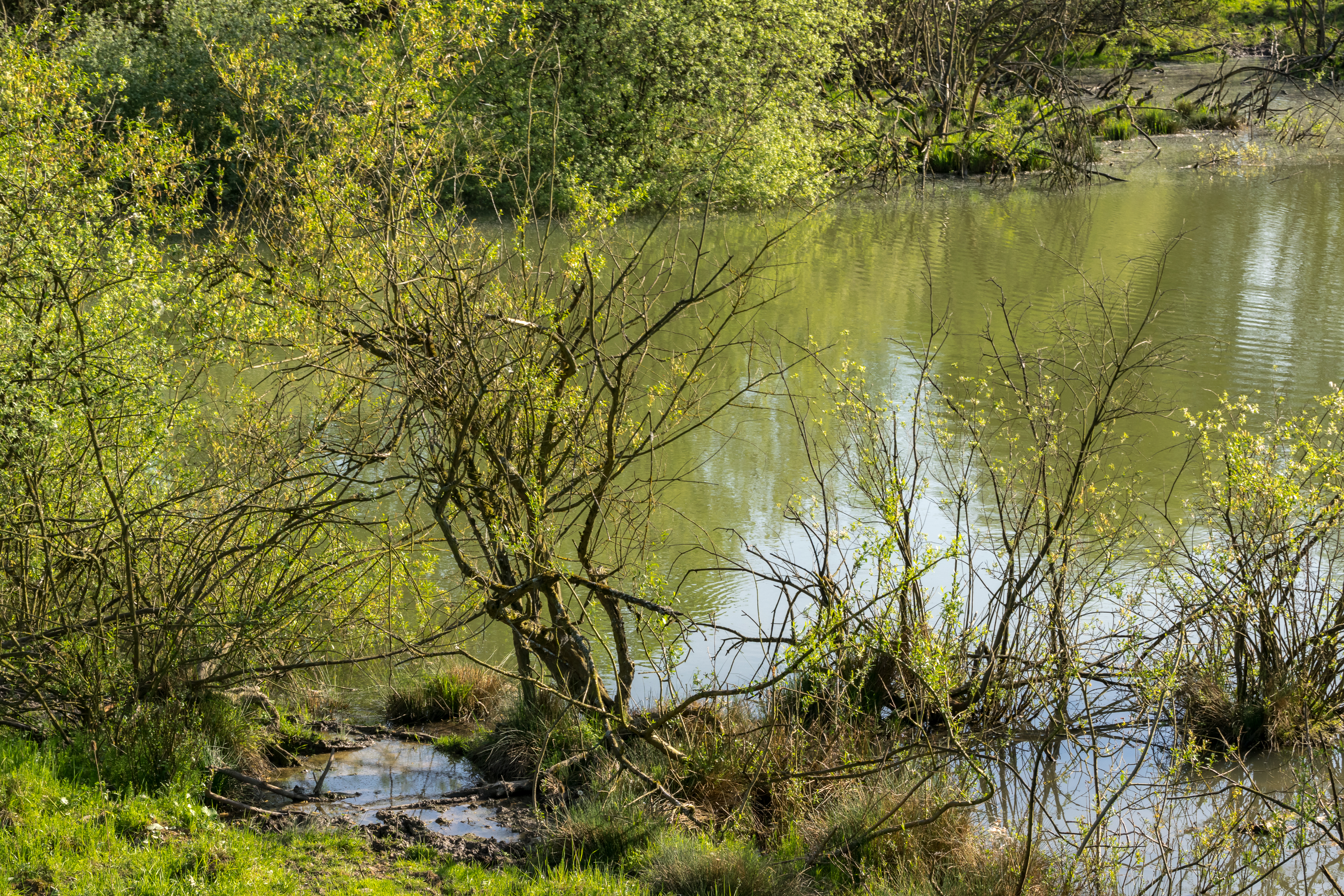
Nieheimer Tongruben

Die Nieheimer Tongruben sind ein wichtiger Lebensraum für bedrohte Tierarten – insbesondere für Amphibien wie Frösche oder Molche. Mit Mitteln des EFRE (Europäischer Fonds für regionale Entwicklung) wird dieser Bereich mit einer Aussichtsplattform, Sitzmöglichkeiten, Informationstafeln und einem kleinen Wildnis- oder Naturerlebnispfad auch als Naturerlebnisraum aufgewertet.

### Sport
Im Bereich des Schulzentrums in Nieheim steht das Bad am Holsterberg. Das Hallenbad verfügt über ein Schwimmbecken von 8 mal 16,66 Meter, das Freibad über ein Becken von 16,66 mal 25 Meter.
Der 1. FC Nieheim wurde 1937 gegründet. Zurzeit werden verschiedene Jugendmannschaften, eine Alte-Herren- sowie zwei Seniorenmannschaften betrieben. Die 1. Seniorenmannschaft spielt in der Verbandsliga, die 2. in der Kreisliga C. Der FC Nieheim war lange Zeit einer der wenigen (der einzige) Vereine im Sportkreis Höxter/Warburg/Lippe, der trotz relativ kleiner Einwohnerzahl drei Seniorenmannschaften stellte.

### Parks

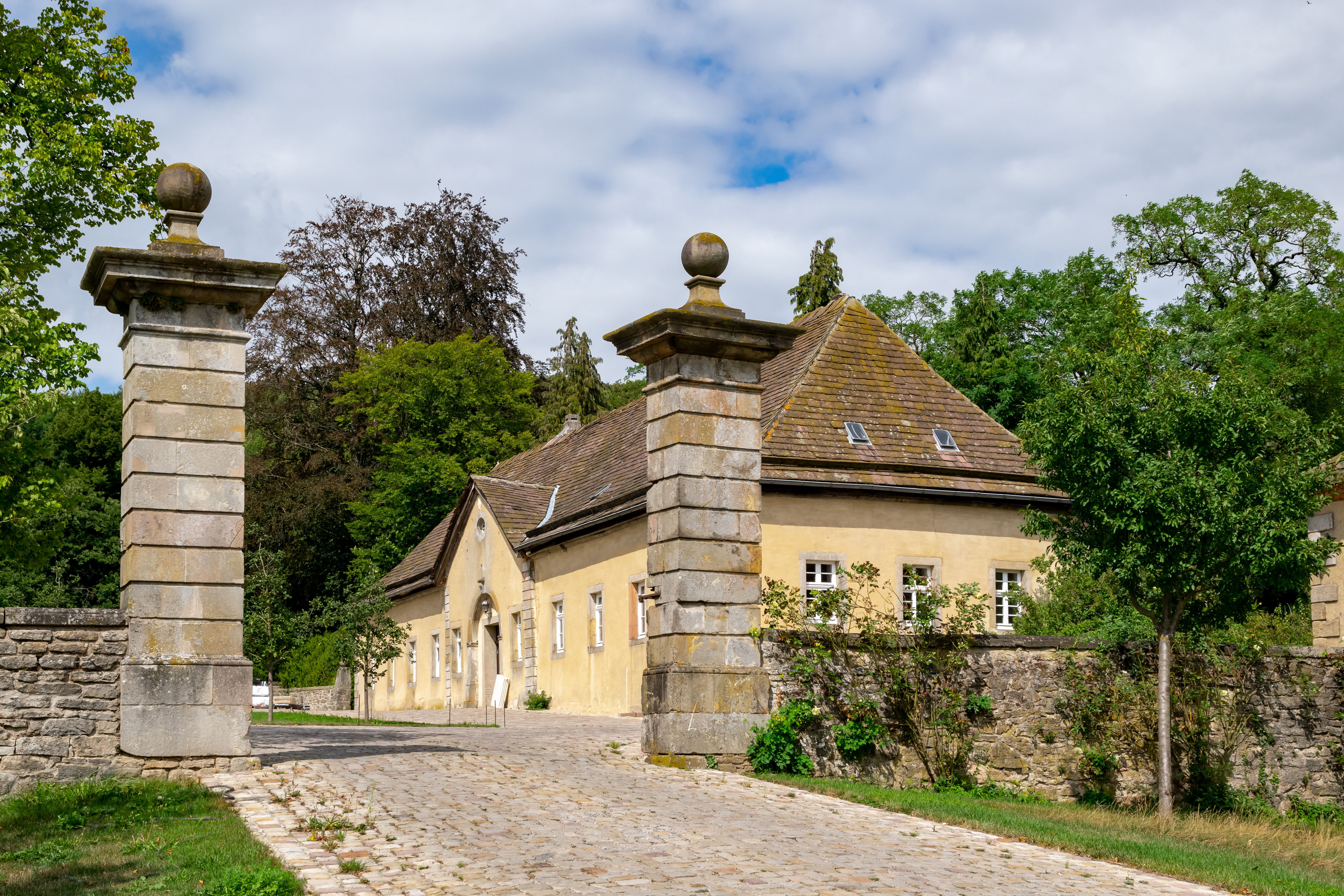
Schloss Himmighausen

Zwischen Innenstadt und Holsterberg liegt der Kurpark Lehmkuhle, in welchem sich auch die Stadthalle von Nieheim befindet.
Der Garten des Schlosses Himmighausen ist ein nicht öffentlich zugängliches in Privatbesitz befindliches Areal von etwa 1 ha Größe. Der recht gut gepflegte Garten ist durch einen Umgangsweg erschlossen, besonders hervorzuheben sind der alte Baumbestand in der Nähe des Hauses und die erhaltene Grotte am Weg. Der östliche Teil des Gartens wird als Weideland genutzt.

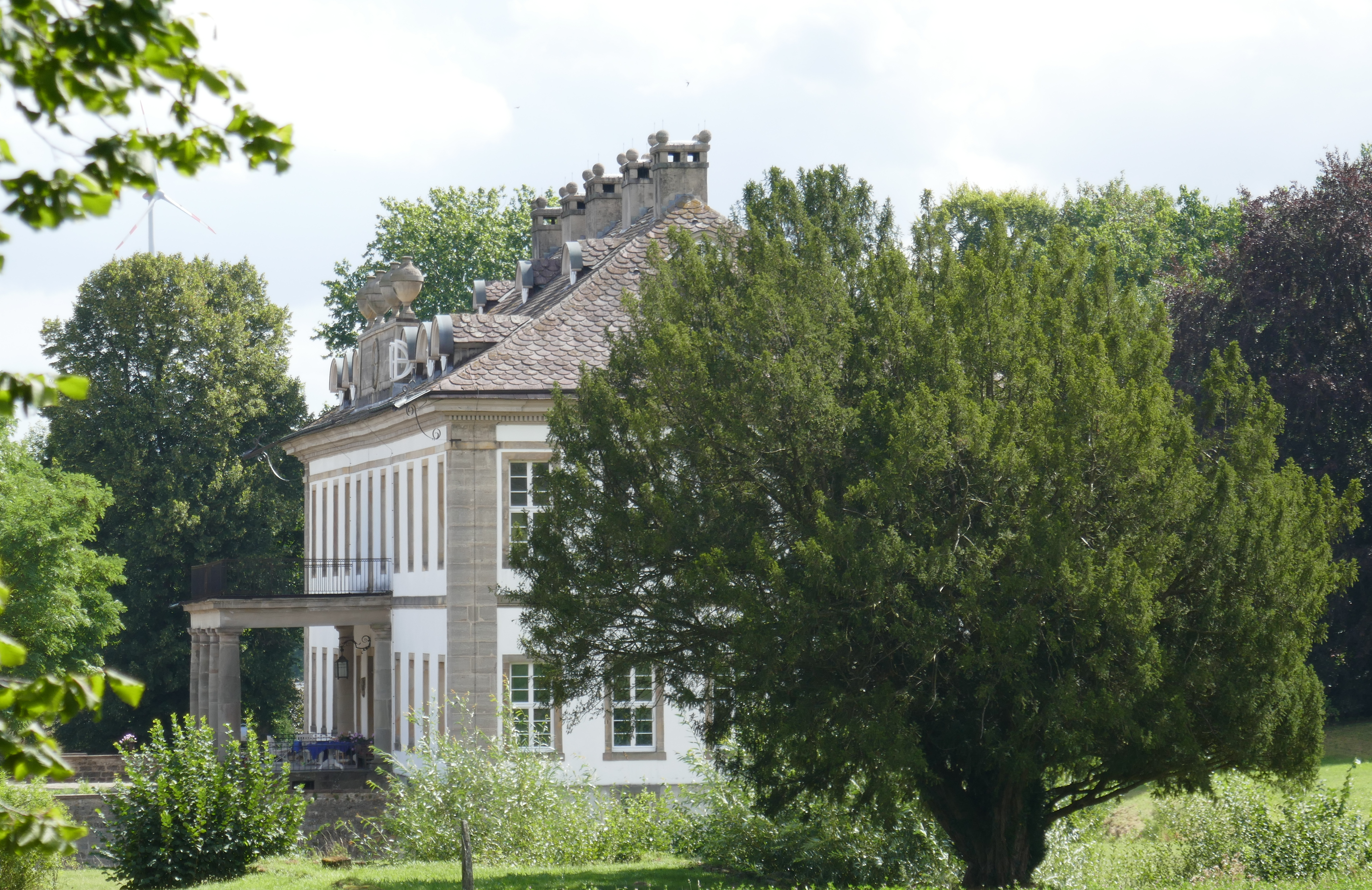
Gut Holzhausen

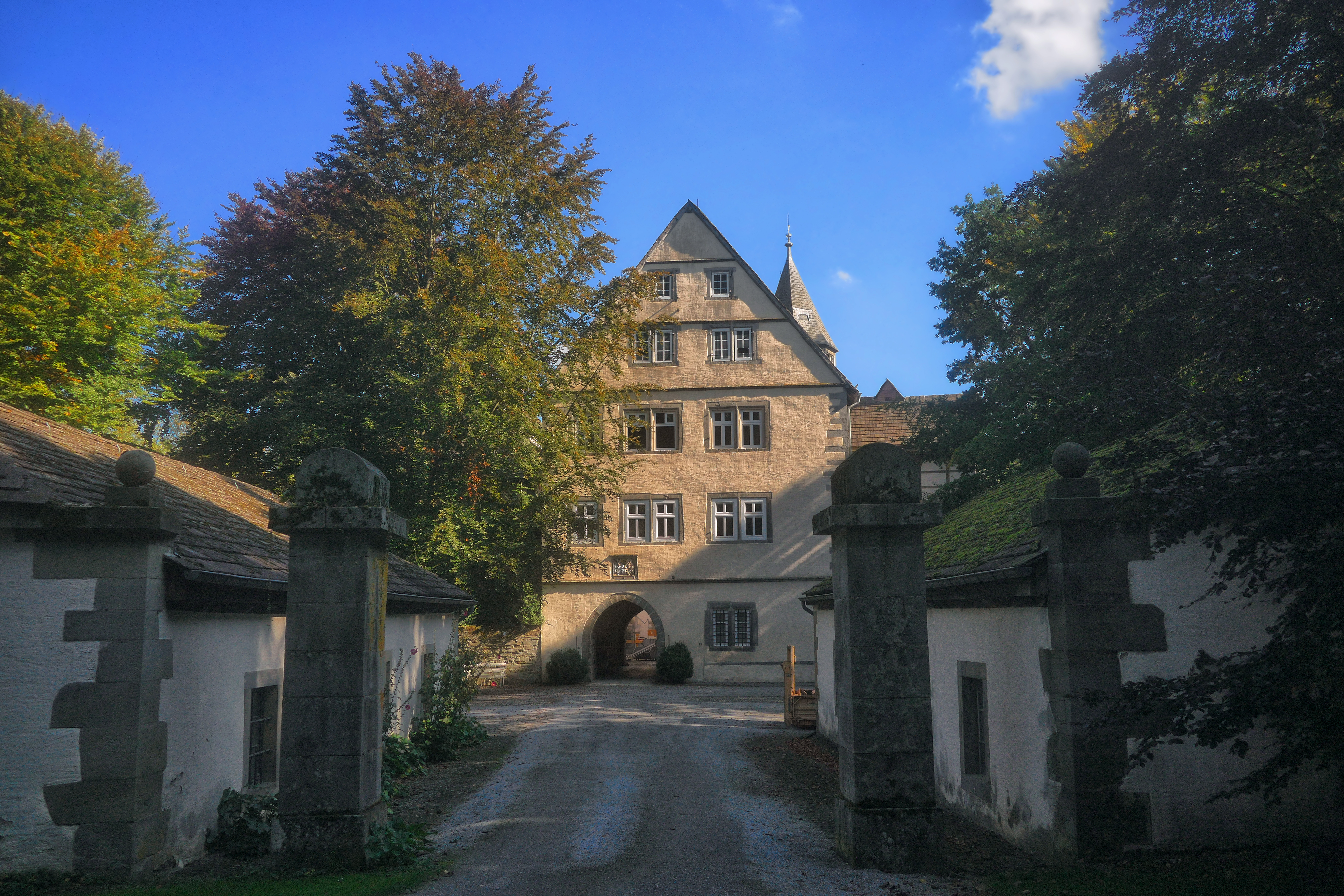
Gut Grevenburg

Der Gutspark Gut Grevenburg ist ein nicht öffentlich zugängliches in Privatbesitz befindliches Areal von etwa 2,5 ha Größe. Der Park ist recht gut gepflegt. Er wird bestimmt von seinem alten Baumbestand. Eine Pflanzschale mit Steinsockel und ein rundes Wasserbecken mit Fontäne stammen vermutlich aus dem 19. Jh.
Der Gutspark Holzhausen ist ein in Privatbesitz befindliches Areal von etwa 3 ha Größe. Es ist bei Veranstaltungen zugänglich. Von der ursprünglichen Gartenanlage sind alte Bäume und Stützmauern, Treppen, Wasserbecken und Skulpturen erhalten. Die Gartenflächen sind heute Rasen- und Wiesenflächen, Teile sind mit Fichten bewaldet.
Der Schlosspark Merlsheim ist ein in Privatbesitz befindliches Areal von etwa 2 ha Größe und nicht öffentlich zugänglich. Er wurde ursprünglich als Barockgarten angelegt, ist heute sehr vereinfacht, aber gepflegt.

### Regelmäßige Veranstaltungen

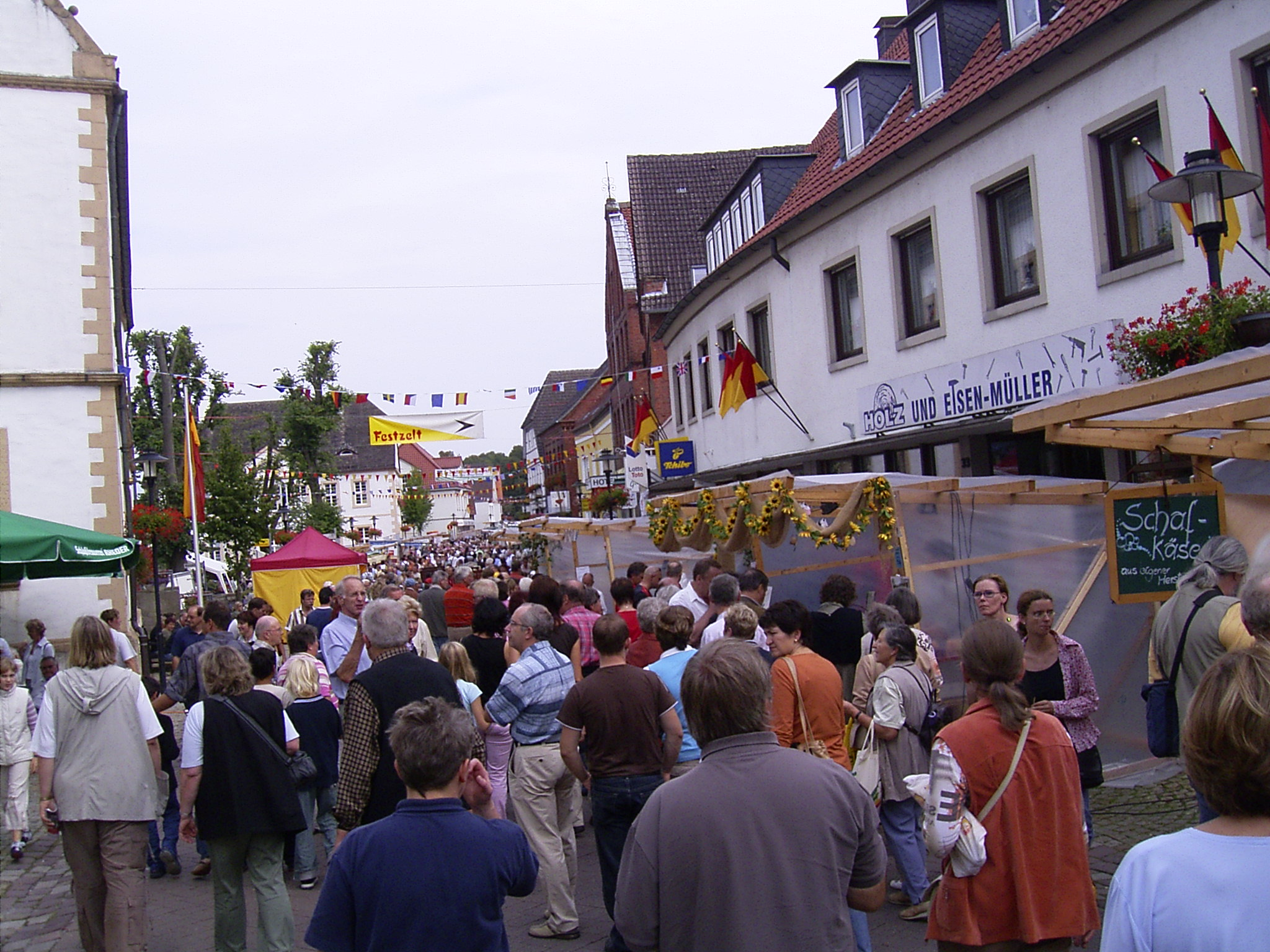
5. Deutscher Käsemarkt 2006

- Deutscher Käsemarkt: Jeweils in den geraden Jahren am ersten Septemberwochenende kommen in Nieheim seit 1998 handwerkliche Käsehersteller und Verarbeiter der ganzen Welt zusammen und präsentieren ihre Produkte rund um den Käse. 2006 kamen an drei Tagen neben den über 70 Händlern aus Deutschland und Europa etwa 60.000 Gäste.
- Nieheimer Holz- und Technologietage: Jeweils in den ungeraden Jahren am ersten Septemberwochenende zu den Themen „Holz, Wald und Natur“ sowie "neue Technologien, alternative Antriebe und Energiegewinnung"
- Chorfestival "Voices" auf Gut Holzhausen: internationales Stimmenfestival mit Konzerten, Lieder- und Jazzabenden, jedes Jahr jeweils in der Woche vor den Sommerferien
- Nieheimer Rosenmontagsumzug: Karnevalistische Hochburg Ostwestfalens
- Jungschützenfest: Eines der ältesten Brauchtumsfeste ist das alle drei Jahre stattfindende Jungschützenfest. Hier präsentiert die Jungschützengilde Nieheim ihren zuvor am 1. Mai geschossenen König nebst Königin und Hofstaat. Hunderte junger Nieheimer Männer im Alter von 16 bis 35 sind aufgefordert, in der traditionellen Schützenuniform (schwarzer Anzug, graue Krawatte, weiße Mütze) am Schützenfest teilzunehmen.

### Kulinarische Spezialitäten
In der Stadt wird eine eigene Käsesorte hergestellt, der Nieheimer Käse, und wurde verkauft in der Käserei Pott, aktuell erhältlich bei der Schaukäserei Menne.

## Wirtschaft und Infrastruktur

### Wirtschaft
Nieheim ist heilklimatischer Kurort und ein Grundzentrum in einem Gebiet mit überwiegend ländlicher Struktur. In Nieheim dominieren mittelständische Unternehmen. Vertreten sind Betriebe der Holzverarbeitung, der Möbelherstellung, des Maschinenbaus, des Mühlen- und Silobaus und der Fabrikation von Fertighäusern.

### Verkehr
Nieheim liegt an der in Nord-Süd-Richtung verlaufenden Bundesstraße 252 (Ostwestfalenstraße) und ist über diese sowohl an die 61 km entfernte Bundesautobahn 2 (Hannover–Ruhrgebiet) als auch an die 47 km entfernte (A 44) Dortmund–Kassel angebunden.
Die nächsten Bahnstationen sind Sandebeck an der Bahnstrecke Herford–Himmighausen, Steinheim (Westf) und Altenbeken an der Strecke aus Hannover sowie Brakel (Kr Höxter) an der Eggebahn.
Die Stadt hat fünf Radrundwege und acht Wanderwege ausgeschildert, unter Letzteren den „Nieheimer Kunstpfad“ und den „Kultur-, Wald- und Landschaftserlebnispfad“. Nieheim liegt am Europaradweg R1, welcher von Frankreich bis nach Russland u. a. über Höxter, Münster und Berlin führt, sowie an der 500 km langen Wellness-Radroute, die als Radrundweg ausgeführt ist.
Der nächstgelegene Verkehrsflughafen ist der Flughafen Paderborn/Lippstadt in etwa 52 km Entfernung. Der Flughafen Hannover liegt rund 114 km entfernt.

### Medien
An lokalen Tageszeitungen erscheinen die Neue Westfälische und das Westfalen-Blatt. Die Mantelausgabe beider Zeitungen wird von den jeweiligen Hauptredaktionen aus Bielefeld bezogen.
Des Weiteren erscheinen 8 bis 9 Ausgaben pro Jahr des städtischen Amtsblattes (Treffpunkt Nieheim), herausgegeben vom Westfalen-Blatt. Zudem erscheint vierteljährlich im Hochstift Paderborn und dem Corveyer Land die Zeitschrift Die Warte für die Kreise Paderborn und Höxter, mit Beiträgen zu Regionalgeschichte, Literatur und Kunst.
Nieheim gehört zum Berichtsgebiet des WDR-Regionalstudios Bielefeld. Im Bereich des Hochstifts Paderborn, zu dem auch Nieheim gehört, gibt es seit 1991 das Lokalradio Radio Hochstift, welches insbesondere lokale Themen aufgreift und mehr Hörer hat als die überregionalen Sender (wie der WDR).

### Öffentliche Einrichtungen
Das Weberhaus Nieheim, ehemaliges Wohnhaus des Arztes, Dichters und Politikers Friedrich Wilhelm Weber, beherbergte eine weithin im Lande bekannte Kolping-Diözesan-Bildungsstätte und Heimvolkshochschule, die sich für jede Form von Bildungsarbeit eignete. Diese Einrichtung wurde am 30. September 2011 geschlossen.
Auch die Gesamtdeutsche Bildungsstätte Himmighausen der djo – Deutsche Jugend in Europa in Nieheim-Himmighausen bietet Seminare für verschiedene Zielgruppen an.
In Nieheim gibt es eine öffentliche katholische Bücherei in der Vikarie, unterhalb der katholischen Kirche, im Stadtkern.

### Bildung
In der Stadt gibt es eine Grundschule, eine nach Peter Hille benannte Realschule, eine Förderschule mit dem Förderschwerpunkt Geistige Entwicklung. Die Hauptschule ist geschlossen, ab dem Schuljahr 2012/13 gab es keine Einschulungen mehr. Die Förderschule befindet sich im Ortsteil Eversen.
Im Jahr 2007 wurden an den Schulen der Stadt mit 85 Lehrkräften insgesamt 1130 Schüler unterrichtet, davon 31,6 % an den Grundschulen (bis 2008 GS Nieheim und GS Sommersell), 17,3 % an der Hauptschule und 42,5 % an der Realschule, sowie 8,6 % an der Förderschule.
Darüber hinaus gibt es in Nieheim vier Kindergärten.
Die nächstgelegenen Hochschulen sind die Standorte Detmold (28 km), Lemgo (34 km) und Höxter (24 km) der Technische Hochschule Ostwestfalen-Lippe (THOWL) und die Universität Paderborn (34 km).

## Telefonvorwahlen
Die Vorwahl der Stadt lautet 05274. Abweichend hiervon gelten: 05233 in Eversen, 05238 in Himmighausen und Merlsheim sowie 05276 und 05284 in Sommersell.

## Persönlichkeiten

### Söhne und Töchter der Stadt

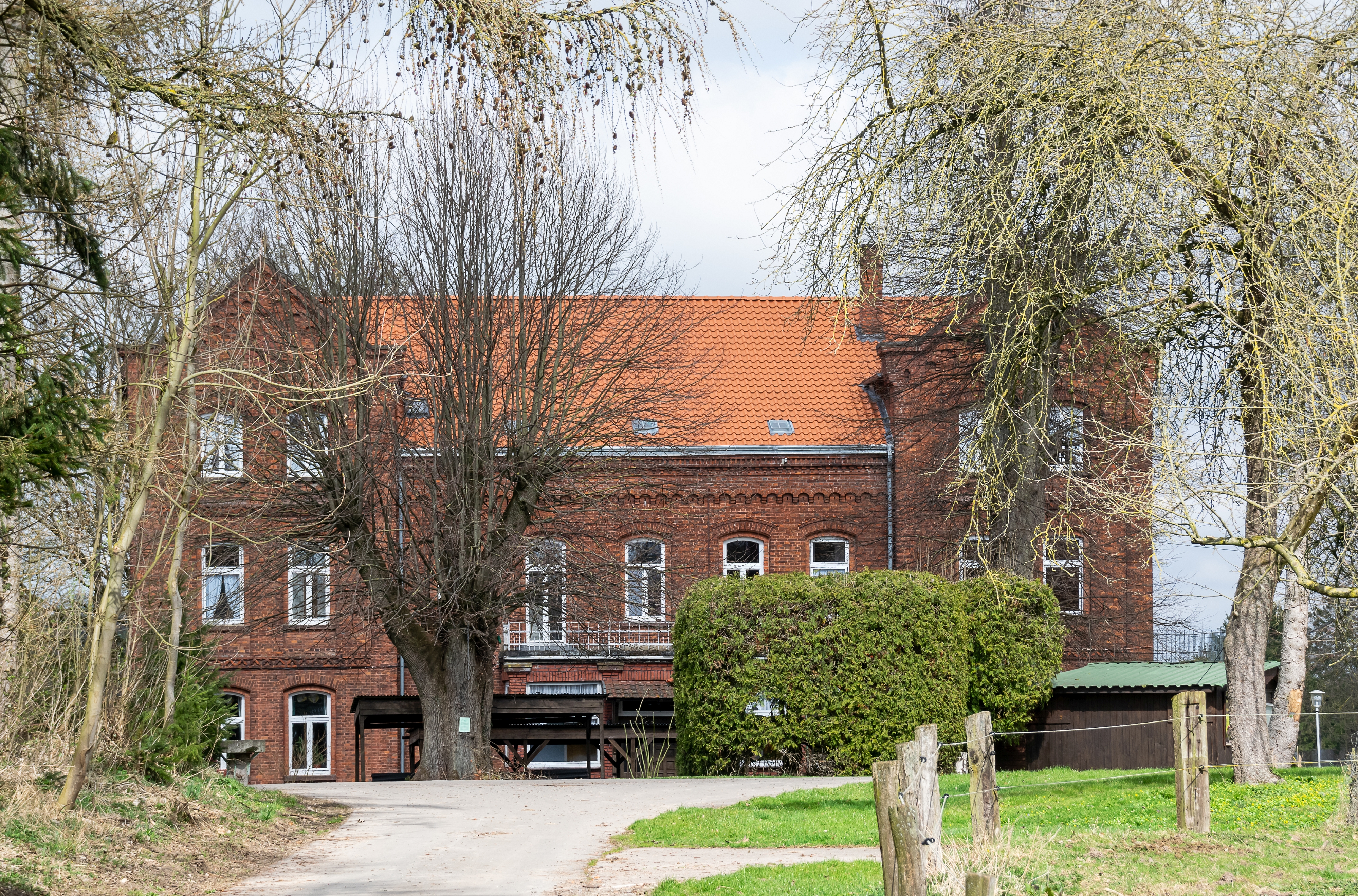
Gut Externbrock

Im kirchlichen Bereich internationale Anerkennung oder gar Berühmtheit erlangten der Magister Dietrich von Nieheim (1338/48–1418), der drei Päpsten diente und in der päpstlichen Kurie in hohem Ansehen stand, sowie Jahrhunderte später der auf Gut Externbrock bei Nieheim geborene Jesuitenpater, Religionsphilosoph und Meditationslehrer Hugo Makibi Enomiya-Lassalle (1898–1990), Erbauer der Friedenskirche in Hiroshima. Sein Lebenswerk war die Erschließung der japanischen Zen-Praxis als Weg zu einer tiefen Glaubenserfahrung für Christen.
- Gottfried Borninck („de Nym“) († 1453), Geistlicher, führende Persönlichkeit der Devotio moderna
- Raban Heistermann (vor 1600–1668), Domherr zu Lübeck und Gesandter zu den Verhandlungen (Westfälischer Friede)
- Karl von Oeynhausen (1795–1865), preußischer Berghauptmann
- Wilhelm Hillebrand (1821–1886), Arzt und Botaniker
- Peter Hille (1854–1904), Schriftsteller
- Wilhelm Rave (1886–1958), Landeskonservator von Westfalen
- Ferdinand A. Hermens (1906–1998), Politologe und Nationalökonom
- Ansgar Rieks (* 1959), General und Stellvertreter des Inspekteurs der Luftwaffe
- Ewald Grothe (* 1961), Historiker und Archivleiter
- Norbert Wolff (* 1962), Theologe und Kirchengeschichtler
- Elmar Arnhold (* 1964), Architekturhistoriker
- Jürgen Jasperneite (* 1964), Ingenieur und Professor
- Astrid Pollmann (* 1968), Schauspielerin

### Weitere Persönlichkeiten
- Friedrich Wilhelm Weber (1813–1894), Dichter, Arzt und Politiker, hat zuletzt in Nieheim gelebt. Seine Grabstätte befindet sich auf dem Nieheimer Friedhof.
- Adolf von Oeynhausen (1877–1953), NS-Politiker und SS-Brigadeführer, ab 1924 in Nieheim ansässig
- Fritz Kukuk (1905–1987), Dichter und plattdeutscher Autor[53]
- Mathias Werth (* 1958), Journalist, wuchs in Nieheim auf